# Giro di Toscana 2008
Il Giro di Toscana 2008, ottantunesima edizione della corsa e valida come evento dell'UCI Europe Tour 2008 categoria 1.1, si svolse il 4 maggio 2008 su un percorso totale di 199,8 km. Fu vinto dall'italiano Mattia Gavazzi che terminò la gara in 4h45'00", alla media di 42,063  km/h.
Partenza con 134 ciclisti, dei quali 84 portarono a termine il percorso.

## Ordine d'arrivo (Top 10)
| Pos. | Corridore           | Squadra       | Tempo    |
| ---- | ------------------- | ------------- | -------- |
| 1    | Mattia Gavazzi      | Preti Mangimi | 4h45'00" |
| 2    | Francesco Chicchi   | Liquigas      | s.t.     |
| 3    | Gabriele Balducci   | Acqua & Sap.  | s.t.     |
| 4    | Maximiliano Richeze | CSF Group     | s.t.     |
| 5    | Mychajlo Chalilov   | Cer. Flaminia | s.t.     |
| 6    | Paride Grillo       | CSF Group     | s.t.     |
| 7    | Honorio Machado     | Katay         | s.t.     |
| 8    | Simone Cadamuro     | Nippo-Endeka  | s.t.     |
| 9    | Danilo Hondo        | Diquigiovanni | s.t.     |
| 10   | Daniele Callegarin  | C. Calzatura  | s.t.     |